# Terra di nessuno (Assalti Frontali)
(da Il tesoro, 1992)
Terra di nessuno è il primo album del gruppo hip hop italiano Assalti Frontali, uscito nel 1992.

## Il disco
È il primo disco uscito a nome degli Assalti Frontali, gruppo nato dalle ceneri del collettivo dell'Onda Rossa Posse. Fu registrato a Roma, presso lo studio di registrazione Musica Forte del centro sociale Forte Prenestino e venne autoprodotto e distribuito attraverso canali indipendenti, soprattutto nelle realtà di movimento (centri sociali, case occupate).

## Formazione e musicisti
Il gruppo, all'epoca dell'uscita del disco, era composto da:
- Militant A, voce
- Castro X, voce
- Cheeky P (nome d'arte di Paola Bonanni, writer della crew 00199, morta nel 1991 investita da un'auto)[2]
- NCOT, voce
- Brutopop, basi
- 00199 (crew di graffiti composta da sole ragazze e il cui nome viene dal CAP del quartiere Africano di Roma)[2]
- Forze Grafiche, graffiti
- Pennex
- P.R.R.P. San Sante

E inoltre: Sante Notarnicola, Menestrello, Uniti contro la Guerra, Sioux, Valentina, Lou X, Lion Horse Posse, DJ Disastro, Val.

## Tracce
1. Il tesoro - 0:50 - (Militant A, Brutopop)
2. Assalto frontale - 4:40 - (Castro X, Lou X, Militant A, Brutopop)
3. Terra di nessuno - 4:20 - (Militant A, Brutopop)
4. 00199 - 3:50 - (Breezy G., Cheecky P., Drenni, Panama, Militant A, Brutopop)
5. Il pendolino - 1:05 - (Castro X, Brutopop)
6. F.O.T.T.I.T.I. -  4:08 - (LHP, Castro X, NCOT, Militant A, Brutopop)
7. Mai soli per il mondo - 2:07 - (NCOT, Brutopop)
8. Dobbiamo esserci - 4:32 - (Castro X, Militant A, Brutopop)
9. Una storia infinita - 1:00
10. Questione d'istinto - 4:35 - (Militant A, Brutopop)
11. Sioux - 1:10 - (Sioux, Brutopop)
12. Baghdad 1.9.9.1[3] - 4:40 - (Pantanella, Uniti contro la guerra)
13. La nostalgia e la memoria - 2:47 - (Sante Notarnicola, Brutopop)
14. Gocce di sole - 3:55 - (Castro X, Militant A, Brutopop)